# Generali Open Kitzbühel 2024
Generali Open Kitzbühel 2024 a fost un turneu de tenis care s-a jucat pe terenuri cu zgură în aer liber. A fost cea de-a 80-a ediție a Generali Open Kitzbühel și a făcut parte din seria ATP 250 din circuitul ATP 2024. S-a  desfășurat pe stadionul de tenis Kitzbühel din Kitzbühel, Austria, în perioada 22–27 iulie 2024.

## Campioni

### Simplu
Pentru mai multe informații consultați Generali Open Kitzbühel 2024 – Simplu

### Dublu
Pentru mai multe informații consultați Generali Open Kitzbühel 2024 – Dublu

## Puncte și premii în bani

### Distribuția punctelor
| Probă  | Câștigător | Finalist | Semifinalist | Sfertfinalist | Runda 2 | Runda 1 | Q   | Q2  | Q1  |
| Simplu | 250        | 165      | 100          | 50            | 25      | 0       | 13  | 7   | 0   |
| Dublu  | 250        | 150      | 90           | 45            | 20      | 0       | N/A | N/A | N/A |

### Premii în bani
| Probă  | Câștigător | Finalist | Semifinalist | Sfertfinalist | Runda 2 | Runda 1 | Q2     | Q1     |
| Simplu | €88,125    | €51,400  | €30,220      | €17,510       | €10,165 | €6,215  | €3,105 | €1,695 |
| Dublu* | €30,610    | €16,380  | €9,600       | €5,370        | €3,160  | N/A     | N/A    | N/A    |

*per echipă